# اشا سینگ
اشا سینگ (زاده ۱ ژانویه ۲۰۰۵) یک تیرانداز آماتور هندی از حیدرآباد، ایالت تلانگانا است که توسط OGQ پشتیبانی می‌شود. او در سال ۲۰۱۸ در ۱۳ سالگی در رشته تپانچه بادی ۱۰ متر قهرمان کشورش شد و تاریخ ساز شد. او نماینده هند در رشته تپانچه بادی ۱۰ متر در المپیک تابستانی ۲۰۲۴ پاریس خواهد بود.

## زندگی شخصی و پیشینه
اشا در ۱ ژانویه ۲۰۰۵ در حیدرآباد، تلانگانا، هند در خانواده ساچین سینگ و سریلاتا به دنیا آمد. پدرش راننده رالی بود. سینگ قبل از شروع تیراندازی، کارتینگ، بدمینتون، تنیس و اسکیت را امتحان کرد. بازدید از میدان تیراندازی در ورزشگاه گچی بوولی اتلتیک در حیدرآباد او را به انتخاب تپانچه بادی تشویق کرد. او در استادیوم و به‌طور همزمان در خانه اش، در محدوده تمرین کاغذی که پدرش ساخته بود، تمرین کرد. او بعداً به آکادمی Gun for Glory توسط گاگان نارانگ دارنده مدال المپیک در پونا، ماهاراشترا پیوست.

## دوران حرفه ای

### داخلی
سینگ در سال ۲۰۱۴ تیراندازی را آغاز کرد و در سال ۲۰۱۵ قهرمان ایالت تلانگانا در رده تپانچه بادی ۱۰ متر شد. او سپس مانو بهاکر دارنده مدال طلای بازی‌های مشترک المنافع و المپیک جوانان و هینا سیدو دارنده مدال را در شصت و دومین دوره مسابقات قهرمانی تیراندازی ملی در تیرووانانتاپورام کرالا با کسب طلا در ماده ۱۰ متر تپانچه بادی شکست داد و جوان‌ترین قهرمان رده بزرگسالان در ۱۳ سالگی شد. - او همچنین در رده‌های سنی نوجوانان و جوانان مدال طلا گرفت. در دومین دوره بازی‌های جوانان خلو هند در ژانویه ۲۰۱۹، سینگ در ماده تپانچه بادی ۱۰ متر در رده زیر ۱۷ سال به مدال طلا دست یافت.

### بین‌المللی
او سهمیه المپیک را در رشته تپانچه بادی ۱۰ متر برای بازی‌های المپیک پاریس در مسابقات انتخابی آسیایی جاکارتا در ۸ ژانویه ۲۰۲۴ به دست آورد.
او پیش از این در ۱۸ سالگی با کسب ۴ مدال در نوزدهمین دوره بازی‌های آسیایی هانگژو ۲۰۲۲ تاریخ ساز شد. او مدال نقره جام جهانی نوجوانان در زول آلمان در سال ۲۰۱۹ و دو مدال طلا در مسابقات قهرمانی نوجوانان آسیا در تپانچه بادی ۱۰ متر زنان (AP60W) و تپانچه بادی ۱۰ متر تیمی میکس (APMIX) کسب کرد. او علاوه بر تپانچه بادی ۱۰ متر، در مسابقات تپانچه استاندارد ۲۵ متر و تپانچه ۲۵ متر نیز شرکت می‌کند. او قهرمان ۲۵ متر جوانان جهان در سال ۲۰۲۲ در قاهره مصر بود. او مدال طلای ماده تپانچه ۲۵ متر تیمی هند و مدال نقره انفرادی را در ماده تپانچه ۲۵ متری بازی‌های آسیایی ۲۰۲۲ که در هانگژو چین برگزار شد، کسب کرد.
پیش از این، سینگ در مسابقات قهرمانی سلاح‌های بادی آسیا در تائویوان، تایوان در ماه مارس تا آوریل ۲۰۱۹ در رده نوجوانان تپانچه بادی ۱۰ متر طلا کسب کرد. در مسابقات تپانچه استاندارد ۲۵ متر و تپانچه ۲۵ متر رتبه او به ترتیب ۲۲ و ۴۱ بود. در نوامبر ۲۰۱۹، سینگ مدال‌های طلای انفرادی و ترکیبی تیمی را در مسابقات تیراندازی قهرمانی آسیا در دوحه، قطر در ماده ۱۰ متر تپانچه بادی (جوانان) به دست آورد.
سینگ همچنین برای تیم تمرینی اصلی هند برای المپیک توکیو انتخاب شد، اما نتوانست در مسابقات مقدماتی که در فوریه ۲۰۲۰ برگزار شد، در بین دو تیم برتر برای جواز حضور در المپیک قرار گیرد. به تعویق افتادن المپیک توکیو به او فرصتی داد تا جواز حضور داشته باشد. اشا به المپیک ۲۰۲۴ پاریس راه یافت.

## جوایز
- در سال ۲۰۲۳، جایزه آرجونا به او اعطا شد.[۱۱]
- در سال ۲۰۲۰، او جایزه پرادان مانتری راشتیا بال پوراسکار را دریافت کرد، یک جایزه غیرنظامی برای افراد زیر ۱۸ سال.[۱۲]